# 3-Demetilubikvinon-9 3-O-metiltransferaza
3-demetilubikvinon-9 3-O-metiltransferaza (EC 2.1.1.64, 5-demetilubihinon-9 metiltransferaza, OMHMB-metiltransferaza, 2-oktaprenil-3-metil-5-hidroksi-6-metoksi-1,4-benzohinon metiltransferaza, S-adenozil-L-metionin:2-oktaprenil-3-metil-5-hidroksi-6-metoksi-1,4-benzohinon-O-metiltransferaza, COQ3 (gen), Coq3 O-metiltransferaza, ubiG (gen)) je enzim sa sistematskim imenom S-adenozil--metionin:3-hidroksi-2-metoksi-5-metil-6-(sve-trans-poliprenil)-1,4-benzohinol 3-O-metiltransferaza. Ovaj enzim katalizuje sledeću hemijsku reakciju
-adenozil--metionin + 3-demetilubikvinol-n {\displaystyle \rightleftharpoons } -adenozil-L-homocistein + ubikvinol-n
Ovaj enzim učestvuje u biosintezi ubihinona. Ubihinoni iz različitih organisma imaju različiti broj prenilnih jedinica (na primer, ubihinon-6 kod Saccharomyces, ubihinon-9 kod rat i ubihinon-10 kod čoveka). Prirodni supstrat enzima iz različitih organisma ima različiti broj prenilnih jedinica.

## Literatura
- Nicholas C. Price; Lewis Stevens (1999). Fundamentals of Enzymology: The Cell and Molecular Biology of Catalytic Proteins (Third изд.). USA: Oxford University Press. ISBN 019850229X.
- Eric J. Toone (2006). Advances in Enzymology and Related Areas of Molecular Biology, Protein Evolution (Volume 75 изд.). Wiley-Interscience. ISBN 0471205036.
- Branden C; Tooze J. Introduction to Protein Structure. New York, NY: Garland Publishing. ISBN 0-8153-2305-0.
- Irwin H. Segel. Enzyme Kinetics: Behavior and Analysis of Rapid Equilibrium and Steady-State Enzyme Systems (Book 44 изд.). Wiley Classics Library. ISBN 0471303097.

## Spoljašnje veze
- 3-demethylubiquinol+3-O-methyltransferase на 